# George Edward Kessler

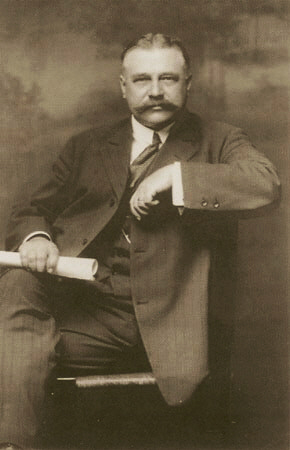

George Edward Kessler (geboren am 16. Juli 1862 in Bad Frankenhausen/Kyffhäuser, Schwarzburg-Rudolstadt, Deutsches Reich; gestorben am 20. März 1923 in Indianapolis, Indiana, Vereinigte Staaten) war ein deutsch-US-amerikanischer Stadtplaner und Landschaftsarchitekt. Es zählte zu den ersten Stadtplanern, der die rein funktionale Stadtplanung mit den ästhetische Aspekten der Landschaftsarchitektur kombinierte.

## Biografie
George Edward Kessler war der Sohn von Edward Karl Kessler, dem ältesten Sohn einer Gutsbesitzerfamilie. Edward Karl Kessler sollte als Gutsverwalter die Ländereien übernehmen, war aber mit seinem künstlerischen Temperament dafür nicht geeignet. Um zu verhindern, dass die Ländereien unter seiner Misswirtschaft in den Ruin getrieben werden, verschaffte ihm die Familie ein Import-Export-Geschäft, das wegen der Bestechung eines Partners scheiterte. 1865 wanderte die Familie nach Amerika aus und wurde nach Zwischenstationen in New Jersey, Missouri und Wisconsin in Dallas, Texas sesshaft. Nachdem der Vater möglicherweise an einem Fieber verstorben war, arbeitete George Edward als Geldeintreiber, bevor er von seiner Mutter nach Deutschland zur Ausbildung zum Landschaftsarchitekten gesandt wurde, wo er an den großherzoglichen Gärten in Weimar Privatunterricht in Forstwirtschaft, Botanik und Landschaftsgestaltung erhielt.
Nach der Arbeit als Gärtner in New York wurde er von Frederick Law Olmsted dem Begründer der amerikanischen Landschaftsarchitektur der Kansas City, Fort Scott, and Gulf Railway für die Gestaltung den Vergnügungspark in Merriam bei Kansas City empfohlen – die Eisenbahngesellschaften schufen damals Ausflugsziele außerhalb der Städte, um die Bevölkerung zum Bahnfahren zu animieren. Der Merriam Park war in dieser Hinsicht ein voller Erfolg und zog auf seinem Höhepunkt 1884 bis zu 20.000 Besucher pro Tag an. Kessler gründete in Kansas City sein eigenes Ingenieurbüro und übernahm Landschaftsplanungsarbeiten von Privaten.
Kesslers größter Auftrag in den Anfangsjahren war die Gestaltung einer zerklüfteten Senke in einem neuen hochpreisigen Wohnviertel, die zum Hyde Park umgestaltet werden sollte. Das Ziel der Besitzer war weniger die Verschönerung des Wohnviertels mit einem hübschen Park, sondern viel mehr durch die Parkgestaltung zu verhindern, dass informelle Siedlungen im Gelände errichtet werden, welche die umliegenden Grundstücke entwerten würden.

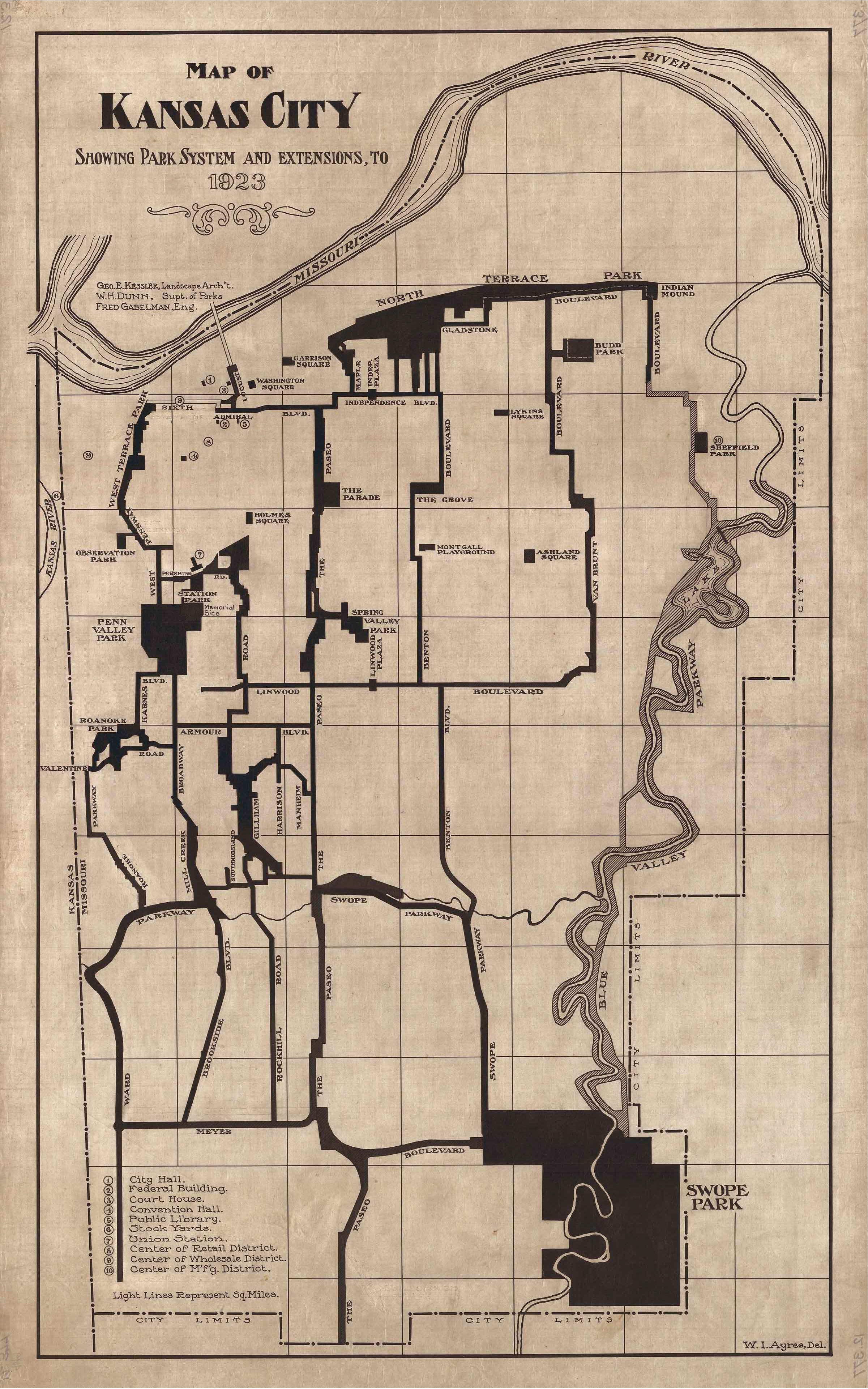
Kansas City Park and Boulevard System im Jahre 1923

Das Stadtverschönerungskomitee City Beautiful von Kansas City wurde auf seine Arbeiten aufmerksam, sodass er vom neu gegründeten Park Board, dessen Präsident der Landschaftsarchitekt August Meyer (1851–1905) war, aufgefordert wurde, eine Stadtplanung zu erstellen. Kessler und Meyer verfassten 1893 gemeinsam einen Richtplan für das Park Board, wobei Meyer den Hauptteil des verfasste und Kessler den Ingenieurteil beisteuerte. Kessler stellte das Kansas City Park- und Boulevard-System als visionäres System von Parkanlagen und Prachtstraßen vor. Es umfasste 16 km Boulevardstraßen und 130 Hektar Grünflächen und zählte zu den ersten Stadtplanungsprojekten, bei welchen die rein funktionale Stadtplanung mit den ästhetische Aspekten der Landschaftsarchitektur kombiniert wurde. Dadurch diente als Vorbildprojekt für andere Stadtplanungsprojekte in und außerhalb der USA und verschaffte Kessler als Stadtplaner zum Durchbruch.
Kessler realisierte in seiner einundvierzigjährigen Karriere über 200 Projekte und erstellte Pläne für 26 Gemeinden, 26 Stadtplanungen, 49 Parks, 46 Anwesen und Wohnsitze, sowie 26 Schulen. Seine Projekte befinden sich in 23 Bundesstaaten, 100 Städten und an so weit entfernten Orten wie Shanghai und Mexiko-Stadt.